# Juan Lirola
Juan Lirola Gómez (Adra, Almería, 1829 - Almería, 1894) fue un político español que llegó a ser alcalde de la ciudad de Almería.

## Trayectoria política
Juan Lirola es en gran parte artífice político del despegue económico y de infraestructuras que la ciudad de Almería vivió a finales del siglo XIX, al amparo del auge en la industria minera y de la exportación de la uva.
Vinculado desde siempre al cultivo de la uva de mesa, a principios de 1860 se instala en la capital almeriense y empieza a trabajar con la empresa Spencer y Roda, una de las más importantes de la época en la provincia, dedicada a la exportación de uva, esparto y mineral.
Miembro del Partido Liberal y amigo del también político almeriense Carlos Navarro Rodrigo, fue alcalde de Almería en tres ocasiones, entre 1881 y 1888. En su trabajo político destacó la renovación y ensanche burgués del centro urbano de la ciudad (obras entre las que cabe citar la apertura de nuevas calles o la ampliación del entonces Paseo del Príncipe desde la altura de la calle Lachambre hasta la Plaza Circular), la introducción de los acerados de Portland y la creación de las primeras redes de agua potable desde Alhadra, inexistentes aún en la ciudad.
Promovió también la feria y fiestas patronales (celebradas desde entonces durante la segunda quincena de agosto, en honor a la Virgen del Mar) y consiguió que el Ministerio de Fomento dispusiera la creación de la Escuela de Artes Aplicadas y Oficios Artísticos.
Tuvo también un papel enormemente destacado en el fomento de las infraestructuras de transporte de la capital, participando en la comisión que defendió ante el Gobierno la construcción del ferrocarril Linares-Almería y como presidente en la junta de obras que remodeló el puerto comercial.
Por fin, fue fundador y primer presidente de la Cámara de Comercio de Almería, que comenzó a funcionar a finales de 1886.